# Eriocaulon meiklei
Eriocaulon meiklei là một loài thực vật có hoa trong họ Cỏ dùi trống. Loài này được Moldenke mô tả khoa học đầu tiên năm 1949.